# Witold Zechenter
Witold Zechenter (ur. 29 grudnia 1904 w Krakowie, zm. 28 kwietnia 1978 tamże) – polski poeta, prozaik, publicysta, autor książek dla dzieci oraz tekstów piosenek, tłumacz, twórca radiowych felietonów i słuchowisk – znany był przede wszystkim jako fraszkopisarz i parodysta, chociaż sam uważał się głównie za liryka.

## Życiorys
Był synem Edmunda Zechentera, znanego krakowskiego dziennikarza i nowelisty, współzałożyciela pierwszego (jeszcze przed I wojną światową) na ziemiach polskich Syndykatu Dziennikarzy, i Heleny z Klemensiewiczów (1869–1913). Po śmierci matki wychowywała go jej siostra, Teresa Klemensiewicz (1862–1936), publicystka i autorka opowiadań. Wyrastał więc w atmosferze literackiej, wśród ludzi tworzących kulturę ówczesnego Krakowa, do których należeli: Tadeusz Boy-Żeleński, Witold Noskowski, Kazimierz Przerwa-Tetmajer, Stanisław Mróz i wielu innych.
Ukończył III Gimnazjum im. Króla Jana Sobieskiego w Krakowie. Studiował na wydziale filozofii Uniwersytetu Jagiellońskiego. Był członkiem koła literackiego „Helion”, a później „Litart”, biorąc aktywny udział w spotkaniach literackich, jako ich organizator i uczestnik.
W połowie 1927 wyjechał na dalsze studia do Paryża. Studiował literaturoznawstwo porównawcze na Sorbonie, utrzymując się z tłumaczeń (m.in. powieści Edgara Wallace’a, Maurice’a Leblanca, Thei von Harbou, Kiplinga) oraz korespondencji wysyłanych do „Ilustrowanego Kuriera Codziennego”. Po powrocie do Krakowa w 1932 pracował aż do wybuchu wojny w „IKC”.
Podczas okupacji był dwukrotnie aresztowany. Prowadził księgarnię „Czytelnik” przy ulicy Łobzowskiej 6 (do jego współpracowników należeli m.in. Kornel Filipowicz, Ignacy Fik i Stanisław Czarniecki, późniejszy geolog).
Po wojnie był w grupie założycieli pierwszego krakowskiego pisma – „Dziennika Polskiego”. Był też pomysłodawcą i redaktorem pierwszej popołudniówki, ukazującej się przez wiele lat – „Echa Krakowa”. Po wojennej przerwie brał udział w uruchomieniu krakowskiej rozgłośni Polskiego Radia. Pełnił też obowiązki naczelnika Wydziału Kultury Urzędu Wojewódzkiego w Krakowie.
W 1953 podpisał tzw. apel krakowski z poparciem stalinowskich władz PRL po aresztowaniu pod sfabrykowanymi zarzutami duchownych katolickich i skazaniu na karę śmierci: Edwarda Chachlicę, Michała Kowalika i księdza Józefa Lelitę.
Wydawał swoje wiersze liryczne, satyry, fraszki i parodie literackie. Był autorem wielu książek dla dzieci (kilkadziesiąt tytułów) i młodzieży. Pracował jako kierownik literacki Teatru Młodego Widza w Krakowie oraz Teatru Polskiego w Bielsku-Białej, z którym z końcem lat czterdziestych wyjeżdżał do ówczesnej Czechosłowacji (w teatrze tym grywał ponad dziewięćdziesięcioletni Ludwik Solski). Był też kierownikiem artystycznym krakowskiej Estrady (1961–1963). Przez długie lata był recenzentem teatralnym, a do końca życia felietonistą w krakowskim radio.
Jego książka wspomnieniowa, zatytułowana Upływa szybko życie (I wyd. 1971, II wyd. 1975) jest żywą kroniką czasów sprzed pierwszej wojny, okresu dwudziestolecia międzywojennego, okupacyjnych pięciu lat i odradzania się Krakowa po wojnie.
Należał do związków twórczych, jeszcze jako uczeń klasy maturalnej w 1924 został przyjęty do Syndykatu Dziennikarzy Krakowskich, w 1926 do Związku Zawodowego Literatów Polskich (późniejsze SDP i ZLP). Był też członkiem polskiego oddziału PEN-clubu (od 1927).
W 1975 otrzymał Nagrodę Miasta Krakowa, w 1978 nagrodę jubileuszową Ministra Kultury i Sztuki.
Od 1934 był żonaty z Beatą de Myszka Chołoniewską (1906–1994), z którą miał córkę Elżbietę.
Zmarł 28 kwietnia 1978 w Krakowie, gdzie został pochowany na cmentarzu Rakowickim (kwatera IA-płd-1).

## Ordery i odznaczenia
- Krzyż Oficerski Orderu Odrodzenia Polski (1975)
- Krzyż Kawalerskim Orderu Odrodzenia Polski (1971)
- Medal 10-lecia Polski Ludowej (28 lutego 1955)[2]

## Wybrane publikacje książkowe
- Ręka na sterze – poezje, F. Hoesick, Warszawa 1929
- Niebieskie i złote – poezje, Biblioteka „Dwutygodnika Literackiego”, Poznań 1932
- Linia prosta – poezje, Biblioteka „Dwutygodnika Literackiego”, Poznań 1932
- Srebrny ekran wzywa – opowieść, Pallas, Kraków 1936
- Inne chwile – poezje, F. Hoesick, Warszawa 1939
- Guzy dla muzy – fraszki, satyry, parodie, Książnica Atlas, Warszawa, 1939
- Bajdy krasnoludkowe – opowieść dla dzieci, S.A. Krzyżanowski, Kraków 1942
- Strzępy okupacji (1939-1945) – poezje, S.A. Krzyżanowski, Kraków 1945
- Wilk z partyzantki – opowieść, L.J. Jaroszewski, Kraków 1946
- W babskim domku – powieść dla młodzieży, L.J. Jaroszewski, Kraków 1946
- Bajki o matce – opowiadania dla dzieci, L.J. Jaroszewski, Kraków 1947
- Opowieści ptaszęce – opowiadania dla dzieci, Biblos, Kraków 1947, Liga Ochrony Przyrody, Warszawa 1957
- W krakowskiej legendzie – opowieść dla młodzieży, Biblos, Kraków 1947
- W mojej razurze – satyry, Wydawnictwo Literackie, Kraków 1954
- Kraków Główny – proszę wysiadać – przewodnik, Wydawnictwo Artystyczno-Graficzne, Warszawa 1957
- Parodie, Wydawnictwo Literackie, Kraków 1957, 1960
- Avaxara – powieść, Iskry, Warszawa 1958; kryminał
- Fraszki, Wydawnictwo Literackie, Kraków 1962
- Z pegazem pod gazem – satyry, Wydawnictwo Literackie, Kraków 1965
- Wiersze wybrane, Wydawnictwo Literackie, Kraków 1967
- Trzecie parodie, Wydawnictwo Literackie, Kraków 1969
- Drobiażdżki z przejażdżki – satyry, Wydawnictwo Literackie, Kraków 1970
- Upływa szybko życie – wspomnienia, Wydawnictwo Literackie, Kraków 1971, 1975 (wyd. popr. i uzup.)
- Grymasy z komentarzem – satyry, Wydawnictwo Literackie, Kraków 1973
- Gabinet uśmiechów – parodie, Iskry, Warszawa 1975
- Godzina zmierzchu – poezje, Wydawnictwo Literackie, Kraków 1976
- Nasze sny rzucają długie cienie – poezje, Wydawnictwo Literackie, Kraków 1978
- Gra w otwarte żarty • Fraszki, satyry, humoreski, Wydawnictwo Literackie, Kraków 1981
- Rozmowa z sobą (układ wierszy i wspomnienie o ojcu Elżbieta Zechenter-Spławińska), Księgarnia Akademicka, Kraków 2003